# Predrag Sikimić
Predrag Sikimić (in serbo Пpeдpaг Cикимић?; Smederevo, 29 agosto 1982) è un ex calciatore serbo, di ruolo attaccante.

## Biografia
Ha un fratello, Milovan, anch'egli calciatore professionista.

## Carriera
Vanta una cinquantina di presenze nella massima divisione russa, oltre a 4 presenze e un gol nelle competizioni UEFA per club: la sua unica rete è realizzata il 12 luglio 2016 contro i maltesi del Valletta, dopo esser entrato nella ripresa per Hugo Vieira, mettendo a segno il definitivo 1-2.

## Palmarès

### Club

#### Competizioni nazionali
- Campionato serbo: 1

Stella Rossa: 2015-2016